# Ford Iosis Max
O Iosis Max é um modelo conceitual de porte médio apresentado pela Ford na edição de 2009 do Salão de Genebra.